# Caudovirales
Caudovirales (буквально «хвостаті віруси») — порядок дволанцюгових ДНК-вірусів, що відомі також під назвою хвостаті бактеріофаги.

## Опис

Морофологія Myoviridae, Podoviridae та Siphoviridae

Caudovirales мають єдину дволанцюгову ДНК розміром 18-500 тис. пар нуклеотидів і кодує як структурні, так і не структурні білки. ДНК знаходиться в ікосаедричному капсиді діаметром від 45 до 170 нм з переважно 72 капсомерів ; хвіст може бути довжиною до 230 нм. Геном кодує від 27 до більш ніж 600 генів.

## Спосіб життя
Caudovirales складають більшість віріопланктону в морях і прісних водоймах. Як господарів використовують бактерій та архей з 195 родів.

## Таксономія
Традиційно, родини Caudovirales систематизували за морфологічними ознаками. Так до родини Myoviridae відносили бактеріофаг з довгим хвостом, що скорочується; до родини Siphoviridae — з довгим хвостом, що не скорочується; до родини Podoviridae — з коротким хвостом. Проте, на сучасному етапі для таксономії стає важливим порівняння генів і геномів. Описано близько 350 видів у 5 родинах:
- Ackermannviridae
- Herelleviridae
- Myoviridae
- Podoviridae
- Siphoviridae